# الخاندرو مارتین
الخاندرو مارتین (انگلیسی: Alejandro Martín؛ زادهٔ ۲۴ آوریل ۱۹۹۰) بازیکن فوتبال اهل اسپانیا است.
از باشگاه‌هایی که در آن بازی کرده‌است می‌توان به باشگاه فوتبال لاس پالماس اشاره کرد.